# Volkspistole
Volkspistole (niem. Pistolet ludowy) – niemiecki pistolet samopowtarzalny opracowany dla Volkssturmu w ostatnich miesiącach II wojny światowej. Broń nie zdążyła wejść do produkcji seryjnej – wykonano jedynie kilka różniących się od siebie prototypów.
W programie Volkspistole brały udział firmy Walther, Mauser i Gustloff-Werke. Podstawową cechą pistoletów miało być użycie przepisowego naboju 9 × 19 mm Parabellum, maksymalne uproszczenie konstrukcji i zminimalizowanie zużycia materiałów wysokiej jakości. Pistolet miał być wytwarzany głównie metodą wytłaczania i spawania blachy.